# Palazzo Santo Stefano
Palazzo Santo Stefano, attualmente sede di alcuni uffici provinciali, della Prefettura e di uffici staccati di altri enti (tra cui l'Università di Padova), è un complesso articolato di edifici, testimonianza secolare della città. In origine monastero benedettino femminile, conserva pochissime tracce della funzione originaria, a causa delle numerose trasformazioni e variazioni d'uso, le più rilevanti delle quali avvenute tra il 1810, anno della sua dismissione come monastero, e gli anni trenta del XX secolo, quando ne è stato definito l'aspetto attuale.

## Storia

### Il monastero di Santo Stefano
Dell'originario monastero benedettino femminile sono conservate pochissime tracce, a causa delle numerose trasformazioni e variazioni d'uso, le più rilevanti delle quali avvenute tra il 1810, anno della sua dismissione, e gli anni '30 del secolo scorso, quando si è definito l'aspetto attuale.
Il monastero comprendeva la chiesa di Santo Stefano (in origine intitolata anche a San Pietro) e occupava, tra fabbricati, orti e spazi aperti, l'intero isolato tra le attuali via San Francesco, i retri dei palazzi lungo via del Santo, via Gaspara Stampa e Riviera Tito Livio (che prima del tombinamento era chiamata Riviera del Carbon o Riviera di San Giorgio). 
Vicina ad esso, ma esterna al complesso e parallela a via San Francesco si trovava la chiesa di San Lorenzo, con l'ingresso rivolto verso una stretta strada che da via San Francesco portava all'ingresso del monastero (situato all'incirca dove si trova ora il portico di accesso).
L'impianto planimetrico essenziale è rimasto stabile nel tempo. Percorrendo l'attuale atrio coperto, si trovano a sinistra e a destra due cortili; più a sud il chiostro originario, che fa ora parte del liceo Tito Livio, e più oltre ancora gli ampliamenti del liceo, edificati nel corso del '900.

### Dalle origini al 1810
Del periodo romano sono emersi dei tratti lastricati con quadroni di trachite, digradanti verso il Medoacus, che dimostrano come l'area fosse destinata ad attività portuale. Il ponte di San Lorenzo, in pietra, risalente al 30-40 a.C., fa presumere la costruzione nello stesso periodo di moli e altre opere di arginatura. Sopra l'arcata mediana passava il muro medievale di cinta della città, i cui resti sono chiaramente visibili da Riviera Tito Livio.
Le chiese di San Lorenzo e di Santo Stefano sono di epoca paleocristiana; il monastero, di fondazione vescovile, è attestato dal 1034 e descritto come uno dei più importanti e ricchi della città. Verso la fine del XIII secolo, le sue proprietà si estendevano fino a Schio, Thiene, Este e Cartura.
La Chiesa di San Lorenzo compare in un documento del 874 e venne ricostruita agli inizi del Trecento; la parrocchia si estendeva dal Canton del Gallo fino all'attuale Voltabarozzo.
La Chiesa di Santo Stefano era precedente al monastero e in origine occupava quello che ora è lo spazio dell'atrio al piano terra del palazzo: è stata poi ricostruita tra la metà del 1500 e il 1654.
Il monastero, molto importante all'interno della vita cittadina, ricevette nel 1487 una nota vescovile sulla necessità dell'osservanza della regola di povertà; ne emerge il ritratto di una microsocietà nella quale le monache potevano trovare all'interno abiti preziosi, balli, feste e la compagnia di animali. Un decreto vescovile del 1740 cerca di porre fine alle cerimonie giudicate troppo mondane.
Tra la metà del '500 e il 1654 viene ricostruita anche l'ala del monastero affacciata su via Gaspara Stampa. Il Settecento fu invece un secolo di declino: la controriforma vedeva con sospetto l'esperienza mistica dando maggiore importanza a quei monasteri o conventi che svolgevano opera di assistenza.

### 1806-1866
Nel 1806 le Venezie vengono annesse al Regno Italico, retto da Napoleone Bonaparte, con Padova capoluogo del Dipartimento del Brenta (governato da un prefetto). 
Nel 1808 la parrocchia di San Lorenzo viene soppressa. La chiesa di San Lorenzo viene venduta nel 1810 a privati, che la trasformano in abitazioni e negozi. Nel 1858 viene demolito il portico su via San Francesco; poi l'intero edificio nel 1935. Gli affreschi ritrovati durante la demolizione furono staccati e trasportati al Museo Civico, mentre cripta e galleria verso il Naviglio furono interrate. 
Il monastero, invece, nel 1806 ingloba i monasteri di San Marco e San Giorgio, ma nel 1810 viene soppresso, e la parrocchia trasferita a San Francesco.
Iniziano gli usi civili, con Prefettura, Delegazione Provinciale, Ginnasio e altre attività amministrative (Genio Civile, dal 1868 fino al 1932; Telegrafo; Ufficio Provinciale di Igiene e Profilassi, e altri ancora) che vi si insediano stabilmente, trasformando il monastero. 
Da ricordare la presenza del Tribunale (1812-16) e la trasformazione dell'ex chiesa di Santo Stefano in aula delle udienze (1810-11, archh. Gilardoni, Danieletti e ing. Guarinoni, decoratore Marino Urbani).
Nel 1866, con l'unificazione amministrativa, nascono le attuali province. La Provincia acquista l'intero complesso per sopperire alla necessità di spazi più ampi.

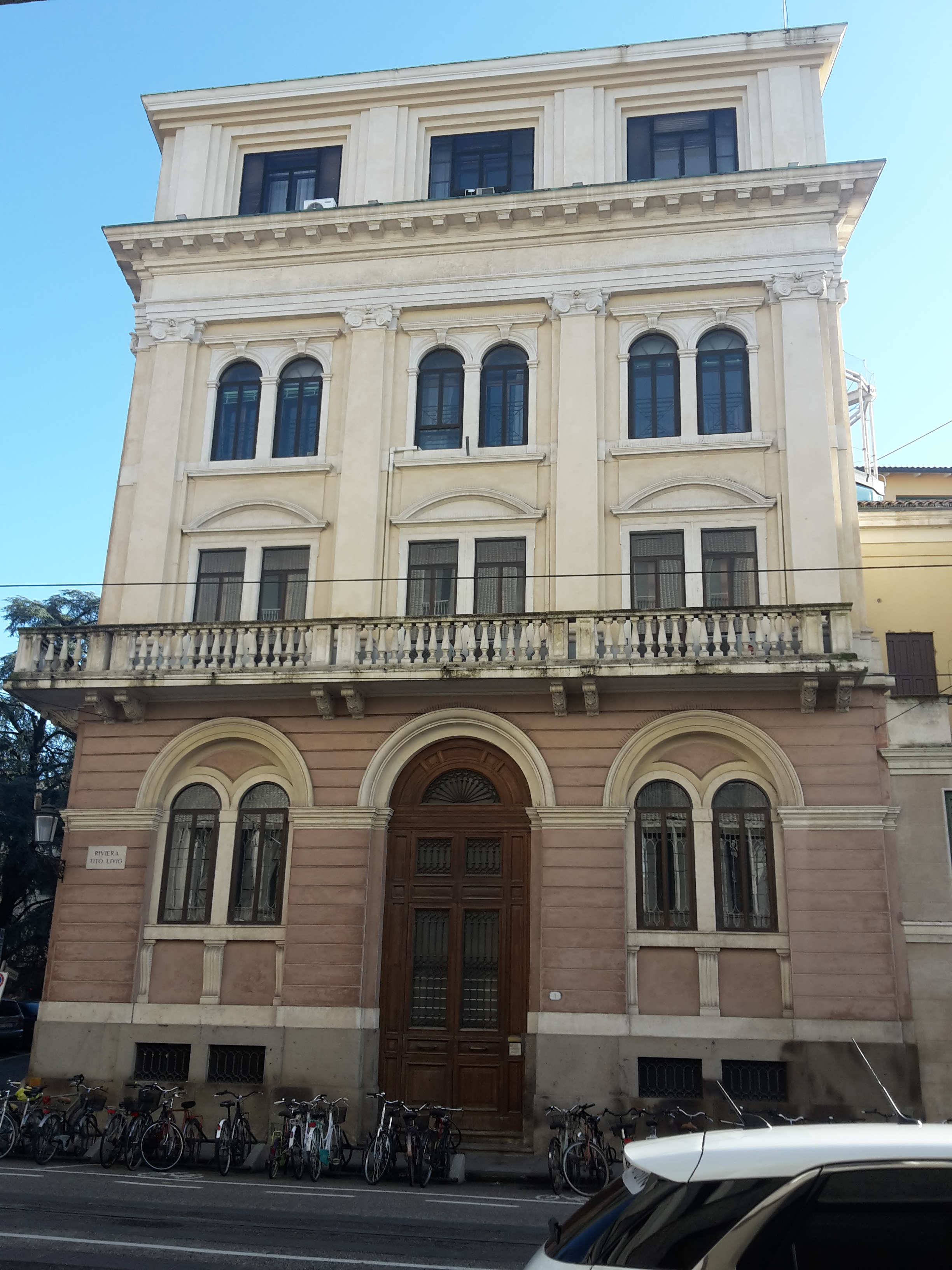
Palazzo Santo Stefano, Padova. Facciata su riviera Tito Livio

### 1866-1945
Nel 1873 con il progetto dell'ing. Zanardini (ingegnere capo della Provincia) si trasforma la ex chiesa di Santo Stefano in uffici, dividendo il volume unico in tre piani, inserendo due nuovi solai. Il fianco della ex chiesa diventa così la nuova facciata di Palazzo Santo Stefano (ala ovest attuale, 1873-76); il disegno architettonico rimanda ai contemporanei edifici del Palazzo delle Debite (Camillo Boito, 1874) e a quello delle Scuole Elementare Carraresi (Camillo Boito, 1877). In uno dei cortili interni viene edificata la nuova sala del consiglio (1876-77).
Nel 1928 viene presentato un progetto per un'ulteriore riorganizzazione degli spazi interni. Questo porta all'inizio, nel 1931, dei lavori per la sistemazione dell'ala degli ex uffici del Genio Civile per la Prefettura.
Tra il 1934 e il 1936 vengono demoliti dapprima alcuni edifici residenziali sul naviglio, liberando il fronte di Palazzo Santo Stefano, che viene completato con le medesime caratteristiche architettoniche della porzione completata circa 50 anni prima; subito dopo viene demolito l'edificio dell'ex chiesa di San Lorenzo. Questo permette quindi sia completare l'ala est (dove si trova la Sala di Rappresentanza) sia di aprire una nuova piazza (l'attuale Piazza Antenore, in origine Piazza IX maggio, inaugurata poi nel 1937). Viene realizzato anche un terzo piano attico e il nuovo atrio con scalone di accesso (ing. Marco Zaccaria e arch. Angelo Pisani).  
Negli anni '30 e '40 vennero realizzate alcune opere di difesa passiva: nel 1934 il rifugio blindato antigas nell'interrato dell'ala est; nel 1943 il rifugio antiaereo sotto piazza Antenore e nel 1944 quello nel giardino della prefettura. 

### 1945-2020
Poche modifiche riguardano Palazzo Santo Stefano dal dopoguerra in poi. Nel 1952 viene restaurato l'Appartamento di Rappresentanza della Prefettura, mentre a partire dalla metà degli anni '90 del '900 la maggior parte degli uffici della Provincia vengono spostati presso il centro direzionale La Cittadella, nel quartiere Stanga. 
Nel corso degli ultimi anni gli spazi liberati dagli uffici provinciali vengono utilizzati da altri enti (tra cui l'Università di Padova).

## Utilizzi

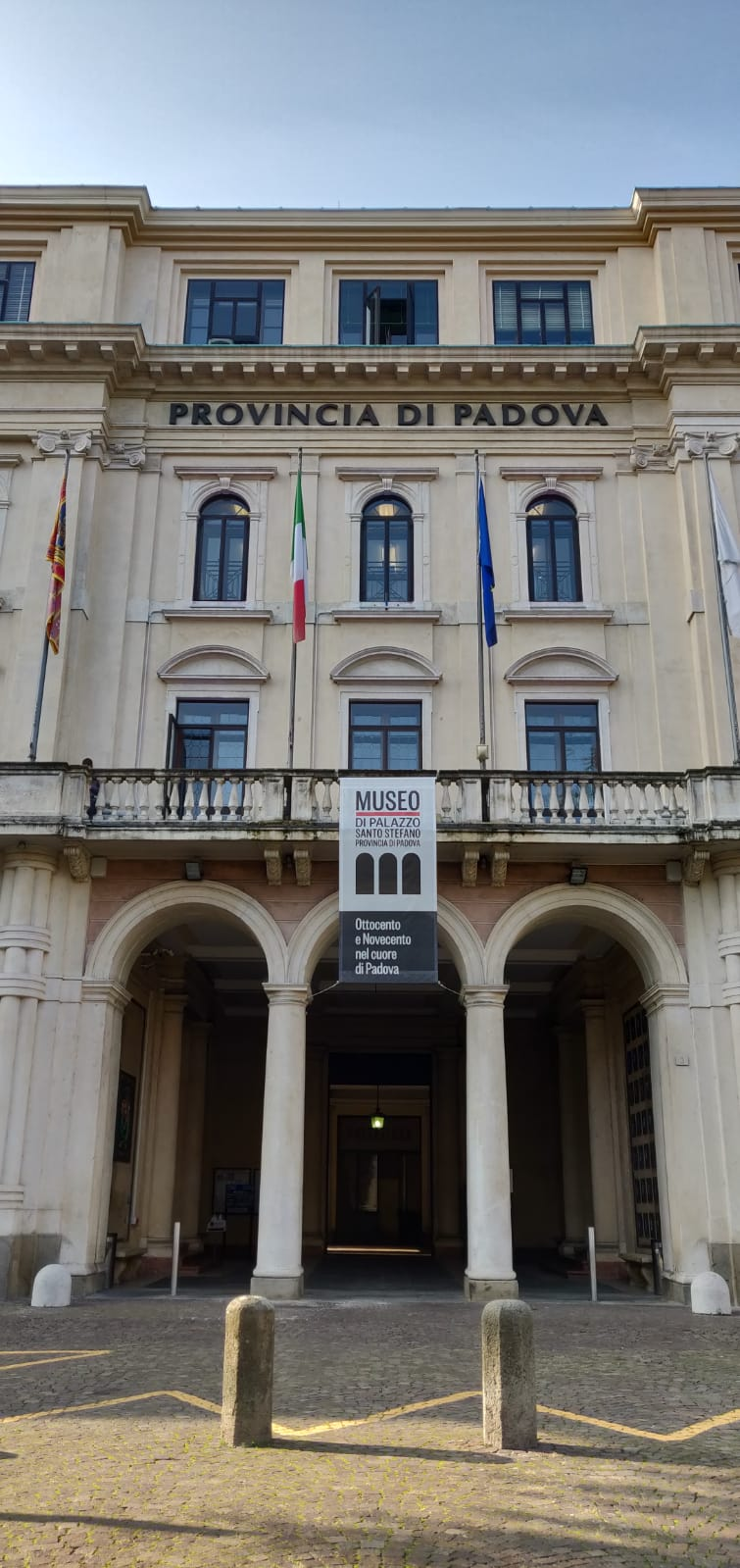
Palazzo Santo Stefano, Padova. Dettaglio del fronte su piazza Antenore

### Museo di Palazzo Santo Stefano
Dal febbraio 2019 all'interno di alcuni spazi di Palazzo Santo Stefano è stato allestito un museo. In particolare, il percorso museale si snoda nel piano seminterrato dove è stato recuperato il rifugio blindato antigas realizzato nel 1934 e poi sale al primo piano dove si possono visitare la Sala Giunta e la Sala del Consiglio Provinciale.

### Liceo Tito Livio
All'interno dell'ex monastero benedettino si insedia nel 1817 il Liceo Ginnasio (titolato Liceo Santo Stefano fino al 1867, poi Caterino Davila fino al 1872, poi Tito Livio) con il relativo Convitto (dal 1817 al 1822), in precedenza ospitati presso il Monastero di Santa Giustina. La porzione di monastero occupato dal liceo è quello attorno al chiostro centrale. La presenza del liceo implica la necessità di adeguare e/o costruire nuovi spazi. Solo nel 1820 il progetto (non realizzato) dell'ing. Boni cerca di risolvere organicamente il problema, che si attenua con lo spostamento del Liceo in altra sede. L'ex chiesa di Santo Stefano viene utilizzata come spazio del liceo fino al 1847. Nel 1850 viene redatto un progetto per il restauro (Ing. Danieli).
Vari furono poi gli ampliamenti, fino al 1949, che portarono gli edifici ad occupare, in più riprese, lo spazio in origine destinato a orti del monastero.

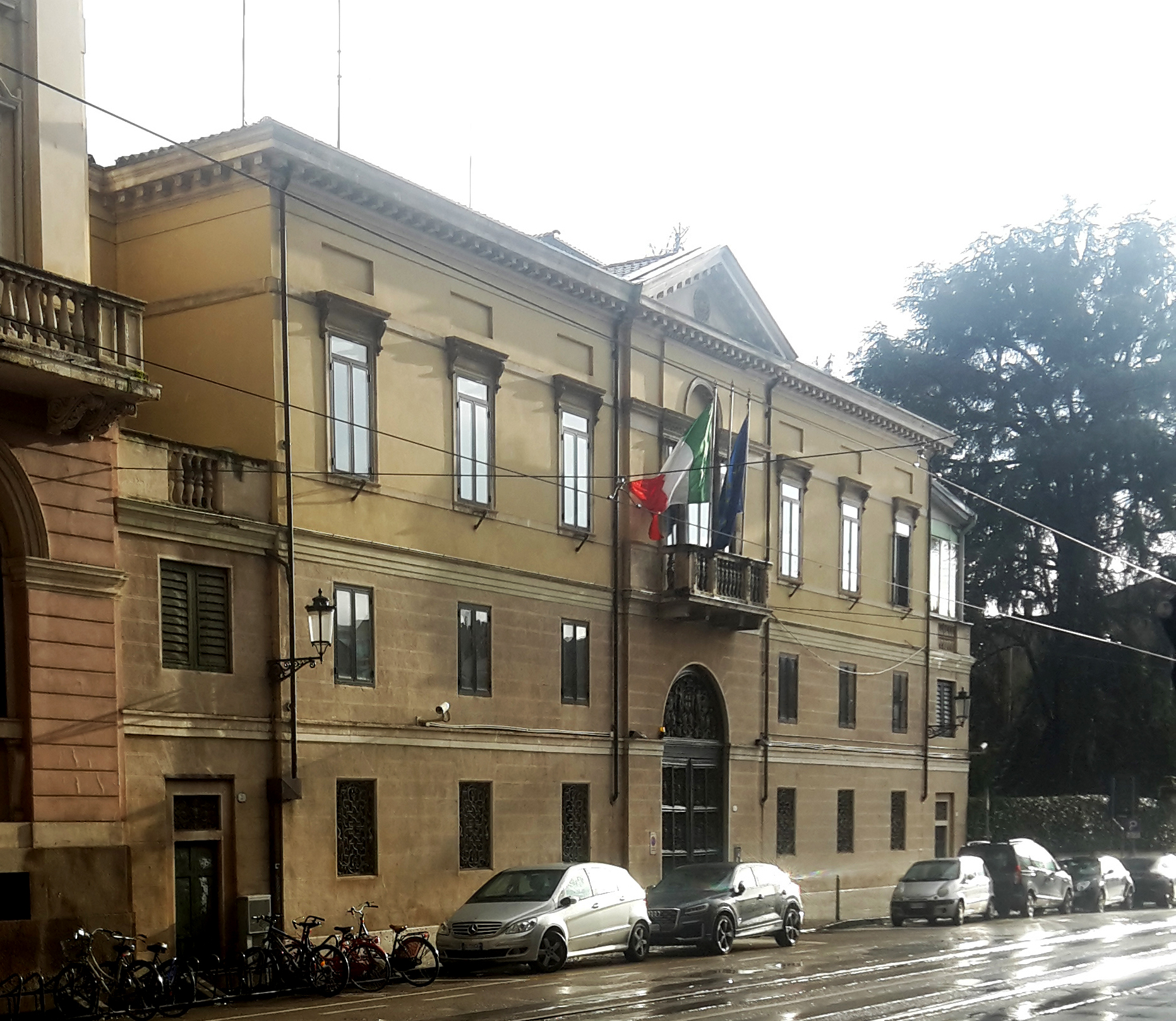
Palazzo Santo Stefano, Padova. Palazzina Appartamento Presidenziale di Rappresentanza

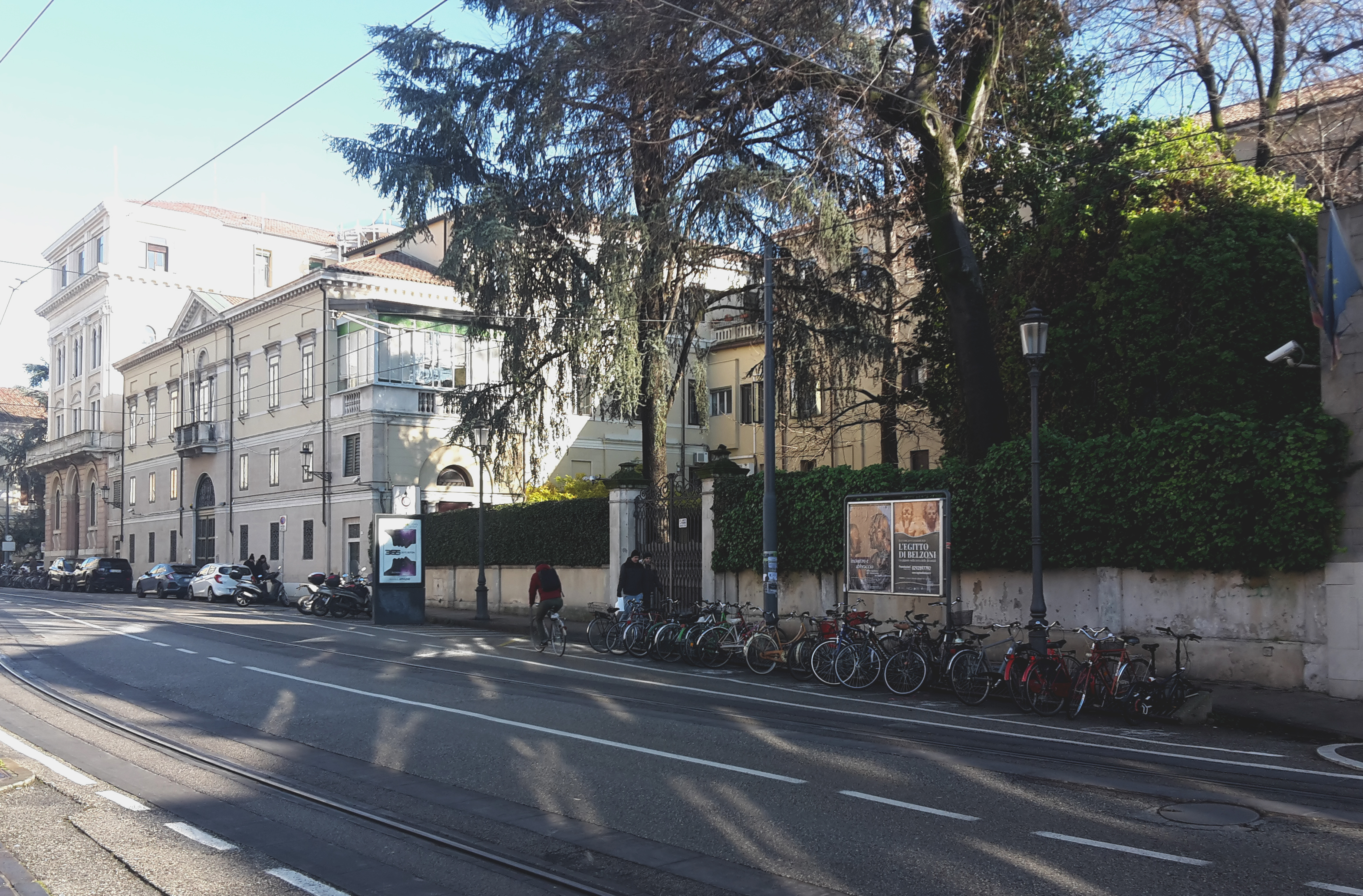
Palazzo Santo Stefano, Padova. Il fronte lungo riviera Tito Livio

### Palazzina del Regio Delegato Austriaco – Appartamento Presidenziale di Rappresentanza
Come ampliamento di Palazzo Santo Stefano, nel 1852 viene realizzata la nuova residenza per il Regio Delegato Austriaco, annessa alla Prefettura. L'area utilizzata è quella lungo riviera San Giorgio (attuale riviera Tito Livio), dove esistevano alcuni edifici poco importanti, che furono demoliti per l'occasione. Il progetto è dell'architetto Giacomo Sacchetti. Con l'annessione di Padova al Regno Italiano nel 1866, la Palazzina diventa Residenza del Prefetto, e successivamente, dal 1946, con la Repubblica viene utilizzato come Appartamento di Rappresentanza per le personalità politiche ospiti della città.
All'edificio si accede dal grande androne sul quale si apre la scala d'onore che porta al primo piano; altre stanze sono tra l'androne e il giardino, su cui se ne affacciano alcune a doppia altezza: la sala con le tre vedute a olio (autore sconosciuto) e il corridoio con soffitto voltato. Al piano superiore lo scalone introduce a un vasto disimpegno, dal quale si passa all'enfilade delle stanze lungo la riviera, che culminano da un lato nella stanza da letto del Presidente e dall'altro nella terrazza verso il giardino (verandata nel 1964). Altri locali collegano, sul retro, la palazzina con la Prefettura. 
Il progetto non risulta particolarmente brillante architettonicamente, in ragione del fatto che altezze dei piani e sfruttamento delle fondazioni preesistente sono state imposte dalla  volontà “di una femmina istigata da chi vedea di mal occhio tale operazione commessa ad un architetto non imperiale”.
L'architetto Angelo Sacchetti (figlio del progettista Giacomo Sacchetti) disegnò la lunetta sopra il portone d'accesso, realizzata in ghisa dalla fonderia Benek-Rocchetti (la stessa fornì anche le inferriate delle finestre, gli altri rilievi del portone e la ringhiera della scala d'onore), così come si presume siano sue anche le decorazioni pittoriche dell'appartamento, tra cui l'Allegoria della primavera (1854, sul soffitto della scala), eseguite con Vincenzo Gazzotto.
Nel 1952 l'appartamento viene restaurato.